# Šiljki
Šiljki is een plaats in de gemeente Ozalj in de Kroatische provincie Karlovac. De plaats telt 10 inwoners (2001).